# Antonio Raimondi (wetenschapper)
Antonio Raimondi (Milaan, 19 september 1826 – San Pedro de Lloc, 26 oktober 1890) is een in Italië geboren Peruviaanse geograaf en wetenschapper.

## Biografie
Op drieëntwintigjarige leeftijd emigreerde Raimondi naar Peru, waar hij op 28 juli 1850 in de haven van Callao toekwam. Enkele jaren later werd hij als professor een van de grondleggers van de Faculteit Geneeskunde van de Nationale Universiteit San Marcos.
Gedurende zijn carrière toonde Raimondi interesse voor alles wat met Peru te maken had. Zo ondernam hij niet minder dan achttien uitgebreide tochten door de verschillende departementen van het land. Tijdens deze reizen bestudeerde hij zowel de geografie als de geologie, de flora, de fauna, de etnografie en de archeologie van Peru. In 1875 werd zijn grote werk El Perú gepubliceerd, waarin al zijn bevindingen gebundeld waren.
In 1890 overleed Raimondi in San Pedro de Lloc, in het Peruviaanse departement La Libertad. Het huis waarin hij stierf bestaat nog steeds en doet nu dienst als museum.
Door Raimondi's bekendheid als historische figuur wordt zijn naam in Peru regelmatig gebruikt bij de benaming van culturele instellingen, waaronder scholen, theaters, musea en hogescholen. Ook de provincie Antonio Raimondi (deel van het departement Áncash) en de plant Puya raimondii hebben hun naam aan de wetenschapper te danken.

### Werken
- 1854: Informes sobre la existencia de guano en las islas de Chincha presentados por la Comisión nombrada por el gobierno peruano, con los planos levantados por la misma Comisión, Tipografía "El Heraldo", Lima
- 1857: Elementos de botánica aplicada a la medicina y a la industria en los cuales se trata especialmente de las plantas del Perú, Imp. Mariano Murga, Lima
- 1862: Apuntes sobre la provincia litoral de Loreto, Tipografía Nacional (Imp. Manuel D. Cortés), Lima
- 1864: Análisis de las aguas termales de Yura, aguas minerales de Jesús y aguas potables de Arequipa, Imp. Francisco Ibáñez, Arequipa
- 1873: El departamento de Ancachs y sus riquezas minerales, Enrique Meiggs (Imp. "El Nacional" por Pedro Lira), Lima
- 1873: La manipulación del guano, Imprenta del Estado, Lima
- 1873: Manipulación del guano, Imp. "El Nacional", Lima
- 1874: Guano y salitre. Observaciones a la memoria del sr. d. Daniel Desmaison, La Opinión Nacional, Lima
- 1874: El Perú. Parte Preliminar (Tomo I), Imprenta del Estado, Lima
- 1875: Observaciones al dictámen de los señores Cisneros y García en la cuestión relativa al salitre, Imp. de "La Opinión Nacional", Lima
- 1876: El Perú. Historia de la Geografía del Perú (Tomo II), Imprenta del Estado, Lima
- 1878: Minerales del Perú o catálogo razonado de una colección que representa los principales tipos minerales de la República, con muestras de huano y restos de aves que lo han producido, Imprenta del Estado, Lima
- 1880: El Perú. Historia de la Geografía del Perú (Tomo III), Imprenta del Estado, Lima
- 1880: Apéndice al catálogo razonado de los minerales del Perú, Imp. Prince y Bux, Lima
- 1882: Aguas minerales del Perú, J. Galland y E. Henriod (Imp. C. Prince), Lima
- 1883: Minas de oro de Carabaya, Carlos Paz Soldán, Lima
- 1884: Aguas potables del Perú, F. Masías y Cía, Lima
- 1885: Memoria sobre el Cerro de Pasco y la montaña de Chanchamayo, Imp. de La Merced (Peter Bacigalupi y Cía), Lima
- 1887: Minas de oro del Perú, Impr. y Libr. B. Gil, Lima

### Kaarten
- 1888: Mapa del Perú, Grabado e Imp. Erhard Frères, Parijs

### Postume uitgaven

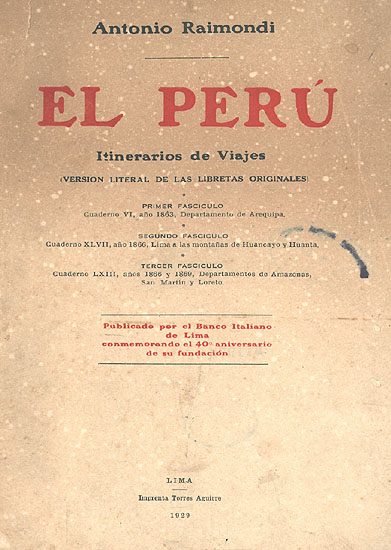
Omslag van El Perú. Itinerarios de Viajes (1929).

- 1902: Estudios geológicos del camino entre Lima y Morococha y alrededores de esta hacienda, Impr. y Libr. de San Pedro, Lima
- 1929: El Perú. Itinerarios de viajes, Banco Italiano de Lima (Imp. Torres Aguirre), Lima
- 1942: Notas de Viaje para su obra "El Perú" (Primer Volumen), Ing. Alberto Jochamowitz (Imp. Torres Aguirre), Lima
- 1943: Notas de Viaje para su obra "El Perú" (Segundo Volumen), Ing. Alberto Jochamowitz (Imp. Torres Aguirre), Lima
- 1955: 50 láminas inéditas de iconografía vegetal, Asociación Educacional Italiana, Lima
- 1990: Epistolario de Antonio Raimondi, Asociación Educacional Antonio Raimondi, Lima
- 1991: Apreciaciones personales. Cartas a Miguel Colunga (1859-1868), Biblioteca Nacional del Perú, Lima

### Vertalingen
- 1878: Minéraux au Pérou. Catalogue raisonné d'une collection des principaux types minéraux de la République comprenant aussi des échantillons de guano et des derbis fossilisés des oiseaux qui l'ont produit, A. Chaix et Cie (Imp. Centrale des Chemins de Fer), Parijs

## Werken over Antonio Raimondi en zijn werk
- 1966: Viajes por el Perú (por Jorge Guillermo Llosa), Editorial Universitaria, Lima
- 2005: Antonio Raimondi, mirada íntima del Perú. Epistolario, 1849-1890, Fondo Editorial del Congreso del Perú & Banco Central de Reserva del Perú, Lima